# Batalla de Son Fornari
La batalla de Can Fornari va ser una enfrontament militar produït a la Guerra de les Germanies de Mallorca el 3 de novembre de 1522, prop de la possessió de Can Fornari, entre sa Pobla i Muro.

## El context de la batalla
Un cop que l'estol enviat per Carles I es va posar en marxa, l'armada reial es va dirigir, l'octubre de 1522, a Alcúdia, que resistia el setge agermanat. A l'estol inicial se li havien afegit els homes d'armes que el lloctinent Gurrea tenia a Eivissa i el mateix contingent reclòs darrere les murades d'Alcúdia. El 29 d'octubre l'exèrcit reial atacà Pollença i l'ocupà, pegant foc a l'església on s'havien refugiat dones i infants, episodi on moriren unes 200 persones. Una columna agermana que hi acudí en socors de Pollença fou desfeta per l'exèrcit reial que matà uns 70 agermanats. El combat de Pollença acabà amb uns 500 agermanats morts i provocà la rendició de sa Pobla, que fou ocupada pels reialistes el 31 d'octubre.

## Desenvolupament del combat
Els dirigents agermanats, tot i veure l'avanç imparable de l'exèrcit reial, molt superior militarment, decidiren lluitar amb totes les forces. Gurrea exigí la rendició de Muro, però aquella vila no ho va acceptar. Joanot Colom hi arreplegà un exèrcit d'uns 3.000 homes, entre cavalleria i infanteria. El 3 de novembre els agermanats sortiren de Muro i avançaren al costat del Torrent de Muro, en direcció a sa Marjal, amb aquest moviment Colom pretenia tallar les comunicacions de la tropa reialista, aillant-la d'Alcúdia, però Gurrea no restà a sa Pobla a l'espera del resultats d'aquest moviment, sinó que inicià un atac fulminant sobre el flanc esquerre del contingent agermanat, que a la dreta tenia el torrent que li impedia maniobrar. El combat s'inicià amb foc d'artilleria des dels dos bàndols, però finalment l'escomesa reialista enfonsà les línies agermanades, que iniciaren una retirada desordenada en la qual perderen més de 1.000 homes, acabant amb una veritable carnisseria. Els reialistes entraren dins Muro sense trobar cap resistència (la població havia fuit).

## Conseqüències
Després dels episodis de Pollença i sobretot del de Son Fornari quedava clar que la desfeta de la Germania era imminent. Els agermanats havien perdut unes 1500 persones i el triomf de la tropa de reialistes i mascarats s'havia produït sense pèrdues significatives de la seva banda. Restava clar que la superioritat militar d'un cos de combat format per soldats i homes d'armes, sobre un exèrcit popular se pagesos i menestrals, era incontestable. La moral de derrota es va estendre i, per contra, la moral dels mascarats i reialistes va créixer. Malgrat tot els agermanats, els darrers dies de novembre, es tornaren a batre amb la tropa de Gurrea a la batalla de Rafal Garcés, en la qual la resta de l'exèrcit agermanat va ser aniquilat.